# 小行星9365
小行星9365（9365 Chinesewilson）是一颗绕太阳运转的小行星，为主小行星带小行星。该小行星于1992年9月2日发现。

## 轨道参数
小行星9365的轨道半长轴为2.2700831 UA，离心率为0.078。